# Pharga absorptalis
Pharga absorptalis là một loài bướm đêm trong họ Erebidae.